# Idiocera (Idiocera) accincta
Idiocera (Idiocera) accincta is een tweevleugelige uit de familie steltmuggen (Limoniidae). De soort komt voor in het Oriëntaals gebied.